# Ledesma (Castille-et-León)
Pour les articles homonymes, voir Ledesma.
Ledesma est une commune de la province de Salamanque dans la communauté autonome de Castille-et-León en Espagne. Elle est la capitale de la comarque du même nom.

## Personnalités liées à la commune
- Le peintre Charles Milcendeau a fait plusieurs séjours dans la ville qu'il a souvent représentée dans ses toiles.